# Cromemco Dazzler

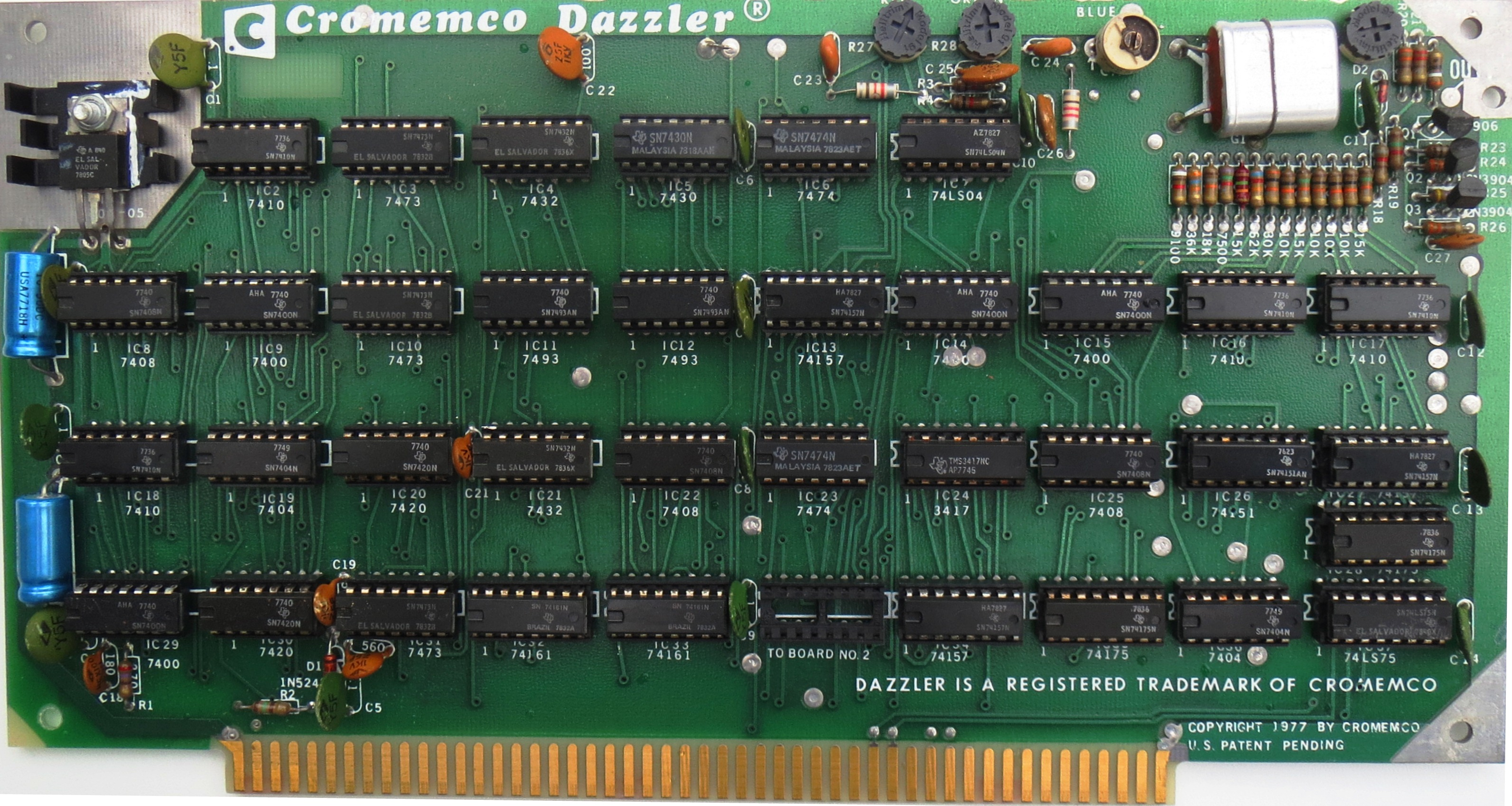
El Dazzler (1976)

El Dazzler, desarrollado por Cromemco, fue la primera Interfaz gráfica en color para microcomputadoras. El Dazzler fue lanzado en un artículo de portada de Popular Electronics el febrero de 1976. El Dazzler original fue sucedido por el “Súper Dazzler” en 1979. En los años 80 la mayoría de las estaciones de televisión en los Estados Unidos usaban el Súper Dazzler para generar imágenes gráficas de mapas meteorológicos y para otras aplicaciones.

## Historia
Cuando la computadora Altair fue introducida en 1975, Roger Melen y Harry Garland (los fundadores de Cromemco) intuyeron la necesidad de aumentar la utilidad de esa microcomputadora con productos adicionales.
Su primer producto fue la cámara Cyclops, la primera cámara digital para una microcomputadora. 
Pero en esa época no había una interfaz gráfica para microcomputadoras, por eso no era posible mostrar las imágenes capturadas por la cámara Cyclops. Cromemco desarrolló una interfaz entre la microcomputadora y el televisor en color. Esta interfaz se llamó “Dazzler” y fue la primera interfaz gráfica en color para microcomputadoras.

## Software

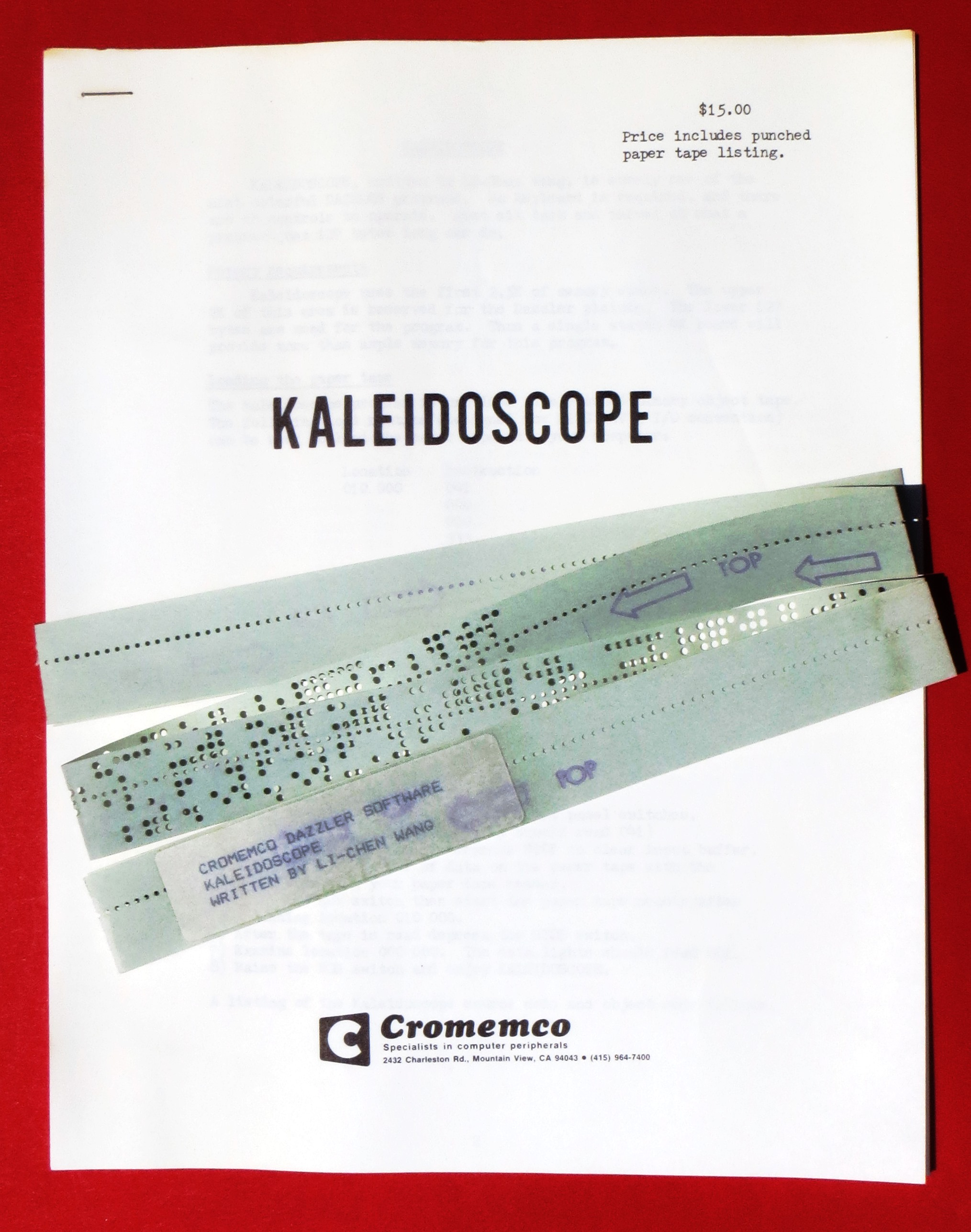
El programa “Caleidoscopio” produjo un patrón de colores tan interesante que causó un embotellamiento en la ciudad de Nueva York.

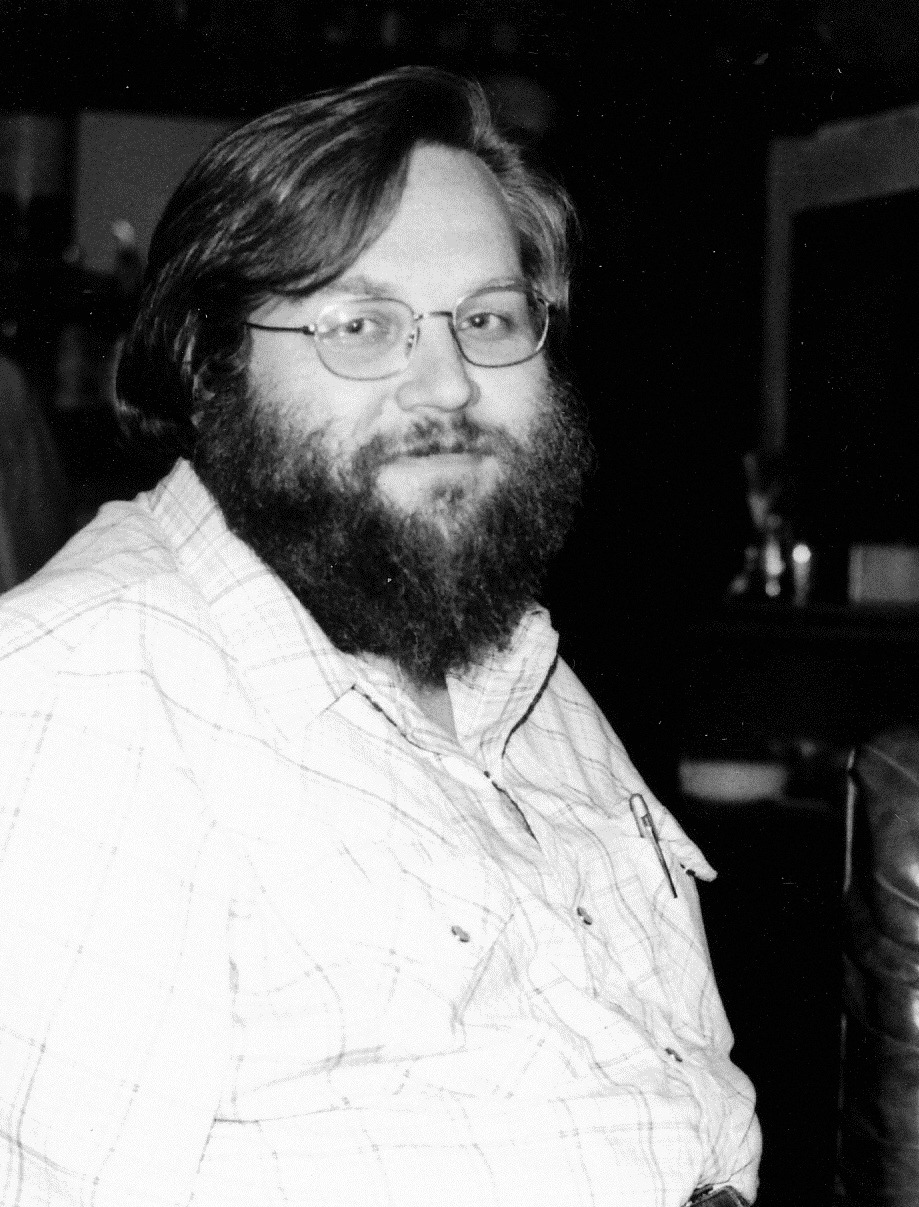
Ed Hall - el autor de Juego de la vida.

Cromemco ofreció una gran variedad de software para el Dazzler. Los primeros productos fueron “Juego de la vida” (escrito por Ed Hall), “Caleidoscopio” (escrito por Li-Chen Wang), “Dazzlemación” (escrito por Steve Dompier), y “Tres en raya” (escrito por George Tate). Una imagen del “Juego de la vida” producida por el Dazzler  fue portada de la revista Byte en junio de 1976.
Increíblemente, El Dazzler con el programa “Caleidoscopio” produjo un patrón de colores tan interesante que causó un embotellamiento en la ciudad de Nueva York.  
Stan Veit, el dueño de una tienda de computadores en la ciudad de Nueva York, colocó un televisor en color en su escaparate que muestra los patrones de colores caleidoscópicos, en constante cambio generados por el Dazzler. 
Según Veit: "La gente conduciendo se detuvo para mirar porque nunca antes se había visto algo como esto. En poco tiempo, el Dazzler había causado un atasco de tráfico en la 5.ª Avenida." 
La policía tuvo que ponerse en contacto con el propietario del edificio y hacer que desconectara el televisor.

## Hardware
El Dazzler fue construido en dos placas S-100. El Dazzler podía producir imágenes de 32x32 pixeles, 64x64 pixeles, o 128x128 pixeles. La imagen fue almacenada en la memoria de la computadora, y fue accedida por acceso directo a memoria (DMA).  Una señal de video analógica, de tipo video compuesto, era creada para conectar el televisor a la computadora.
El Súper Dazzler también fue construido en dos placas S-100, pero la imagen no fue almacenada en la memoria regular de la computadora, sino en placas de memoria especiales de dos puertos. El Súper Dazzler creaba imágenes de 756x484 pixeles. El Súper Dazzler no producía una señal de tipo video compuesto, sino de tipo RGB para lograr una reproducción más fiel del color. La mayoría de las estaciones de televisión en los Estados Unidos adoptaron el Súper Dazzler para generar imágenes gráficas para transmisión.